# Раковец (Львовская область)
Раковец (укр. Раковець) — село в Солонковской сельской общине Львовского района Львовской области Украины.

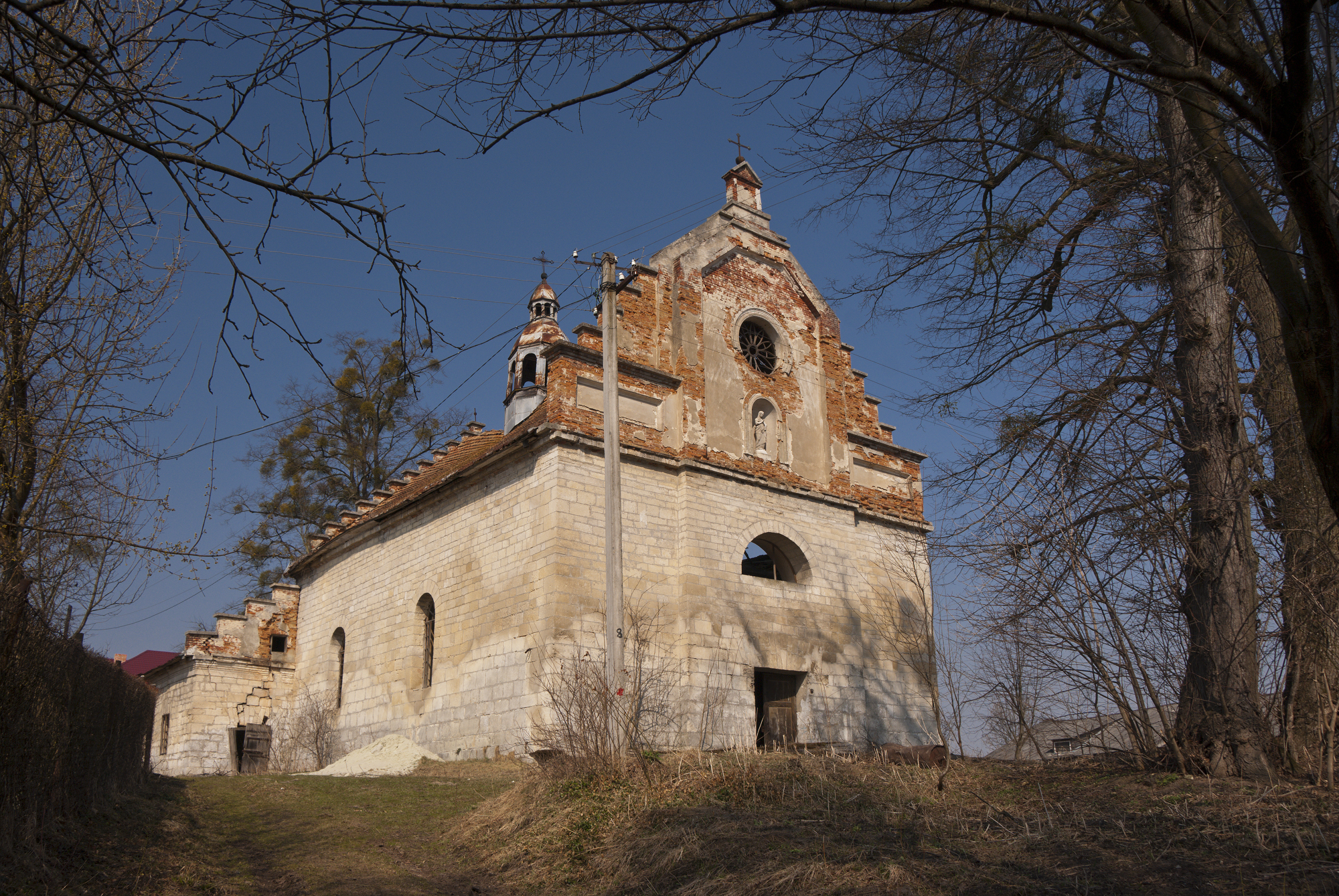
Церковь святого Валентина

Население по переписи 2001 года составляло 207 человек. Занимает площадь 1,28 км². Почтовый индекс — 81164. Телефонный код — 3230.